# Neduba extincta
Neduba extincta је инсект из реда Orthoptera и фамилије Tettigoniidae. 

## Угроженост
Ова врста је наведена као изумрла, што значи да нису познати живи примерци.

## Распрострањење
Пре изумирања, само САД.

## Станиште
Врста Neduba extincta је имала станиште на копну.